# Systolomorpha thyridopterygis
Systolomorpha thyridopterygis är en stekelart som beskrevs av William Harris Ashmead 1900. Systolomorpha thyridopterygis ingår i släktet Systolomorpha och familjen puppglanssteklar. Inga underarter finns listade i Catalogue of Life.